# 뉴쥔펑
뉴쥔펑(중국어: 牛骏峰, 병음: Niu Junfeng, 한자음: 우준봉, 1992년 12월 1일 ~ )은 중국의 배우이다.

## 출연작

### 드라마
- 2004년 베이징 텔레비전 가족시트콤 《못말리는 가족》 - 치엔좡 역
- 2008년 중국중앙텔레비전 황금강당극장 《보련등전전》 - 소년양전 역
- 2014년 동방 위성 텔레비전 동방극장 《전장사》  - 호상강 역
- 2016년 동방 위성 텔레비전 동방극장 《선풍십일인》 - 왕징커 역
- 2016년 동방 위성 텔레비전 동방극장 《미미일소흔경성》- 우반산 역
- 2017년 후난위성텔레비전 청춘진행중 《초교전》 - 원숭 역
- 2019년 텐센트 웹드라마 《야공중최섬량적성》 - 위즈뤠 역
- 2020년 아이치이 웹드라마 《무심법사 3》 - 하경명 역
- 2020년 유쿠 웹드라마 《친애적마양가》 - 이둥둥 역
- 2020년 중국중앙텔레비전 제일특약극장 《최미역행자》 - 당동지 역
- 2020년 후난위성텔레비전 금응독파극장 《이십불혹》 - 자오위수 역
- 2021년 후난위성텔레비전 금응독파극장 《이상조요중국》 - 왕자원 역
- 2021년 망고 TV 웹드라마 《파파적탁자》 - 쉬레이 역
- 2022년 후난위성텔레비전 금응독파극장 《이십불혹 2》 - 자오위수 역
- 2023년 후난위성텔레비전 금응독파극장 《거유풍적지방》 - 후요위 역